# Davide Galantino
Davide Galantino (Canosa di Puglia, 19 gennaio 1979) è un politico e paracadutista italiano, deputato nella XVIII Legislatura, ha aderito nel 2019 al gruppo di Fratelli d'Italia.
Militare dell'Esercito italiano, è il primo graduato in servizio, nella storia della Repubblica Italiana eletto alla Camera dei Deputati.

## Biografia
Nasce il 19 gennaio 1979 a Canosa di Puglia, in provincia di Barletta-Andria-Trani, a 18 anni entra nell'Esercito. Oggi vive a Bisceglie con la sua famiglia dopo aver vissuto fino al 2009 in Toscana dove prestava servizio presso la Brigata paracadutisti "Folgore".

### Carriera militare

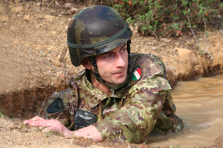
Il CMCS Galantino in addestramento presso i parà della Folgore

Nel 1997 frequenta il corso Volontari in Ferma Breve presso Cassino (FR) venendo poi assegnato al 183º Reggimento paracadutisti "Nembo" della brigata Folgore, con l'incarico di Fuciliere assaltatore. Volontario in servizio permanente, ha raggiunto il grado di Caporal maggiore capo scelto.
Ha partecipato alle seguenti missioni: Operazione “Joint Guardian” nell’ambito della risoluzione ONU 1244/99 a favore della pacificazione nella Ex - Jugoslavia (Kosovo, Dakovica 2001, Belo Polje 2003); Operazione “Domino” in territorio nazionale, iniziata a seguito degli attacchi terroristici dell’11 settembre 2001 ed in concorso alle Forze di Pubblica Sicurezza (Brescia 2005-2006); Operazione “Leonte” nell’ambito della risoluzione ONU 1701/06 che prevedeva la cessazione delle ostilità nel conflitto tra Israele e le milizie sciite libanesi di Hezbollah (Libano, Tibnine 2007); Operazione “Strade Sicure” in territorio nazionale, iniziata nel 2008 per eccezionali esigenze di prevenzione della criminalità ed in concorso alle Forze di Polizia (Bari 2011, Caserta 2012, Roma 2014).

### Impegno politico
Nel 2015 inizia la sua esperienza politica durante la campagna elettorale per l'elezione del Presidente della regione Puglia.
Inizia un percorso di cittadinanza attiva che lo porterà nel 2018 a presentarsi alle elezioni politiche per la Camera dei deputati nel collegio Plurinominale Puglia 01, risultando eletto a Montecitorio con il Movimento 5 Stelle.
Diventa membro della Commissione IV^ Difesa e della Giunta per le elezioni.
Appena eletto alla Camera inizia con i colleghi militari una vera e propria battaglia in difesa dei militari. Nel caso Cucchi cita direttamente il caso del testimone che ha fatto riaprire il processo sul geometra romano: "Dopo la sua deposizione è stato trasferito dall’attività operativa su strada alla scuola allievi, affrontando anche diminuzione dello stipendio e un demansionamento" dice Galantino parlando di Casamassima. Per questo chiede ai titolari di Difesa a Giustizia: “Quali iniziative intendano intraprendere per garantire l’applicazione della tutela prevista per il whistleblowing anche al personale militare". Ha scritto a Raffaele Cantone presidente ANAC, alla ministra della Difesa Elisabetta Trenta e a quello della Giustizia Alfonso Bonafede per chiedere che la legge sul whistleblowing venga effettivamente applicata anche ai militari proponendo di garantire la normativa a tutela i dipendenti che segnalano attività illecite all’interno di un’azienda pubblica o privata. “Nelle caserme – spiega Galantino a Il Fatto Quotidiano – vi è affisso nelle bacheche l’elenco dei superiori diretti da contattare nel caso si voglia denunciare un fatto. E in ogni caso per fatti di particolare rilevanza bisogna sempre avvisare i propri superiori diretti. Immaginiamo di voler denunciare il nostro diretto superiore per abuso di potere o omissione di atti d’ufficio e per farlo dobbiamo comunicarlo al suo compagno di accademia. Io ho interrogato il Ministro della Difesa semplicemente perché casi come Casamassima potrebbero essere tantissimi. Militari che hanno deciso di rivelare fatti interni fuori dalle mura della caserma non rispetterebbero la catena gerarchica”.
È stato il primo deputato a presentare una legge anti-ammucchiate per limitare le liste civiche che partecipano alle elezioni comunali. "La mia proposta orientata a risolvere l'annosa questione delle elezioni amministrative dei comuni con più di 15mila abitanti, come già avviene nei comuni più piccoli, dove puntualmente spuntano numerose liste di candidati. Ogni lista, sosterrebbe un solo candidato sindaco. A mio avviso è la condizione migliore per portare avanti il programma senza subire i ricatti di chi ha portato più voti".
Ha presentato inoltre una proposta una legge per l'introduzione di norme in materia di impiego delle guardie giurate all'estero, per aprire alle imprese italiane un mercato di 250 miliardi di dollari.
Il 10 luglio 2019 dopo aver assunto più volte posizioni in contrasto alla linea comunicativa di partito lascia il Movimento 5 Stelle e passa al Gruppo misto. "Chi controlla il Movimento - afferma - è fuori dal Parlamento" parlando del Sistema-Casaleggio. Il 9 settembre 2019 dopo essersi dichiarato un elettore "di destra" aderisce all'iniziativa di Giorgia Meloni di 
Fratelli d'Italia #NoAlPattoDellePoltrone in Piazza Monte Citorio davanti ad una folla di manifestanti dove interviene per ribadire la sua contrarietà al governo nascente e nello stesso giorno vota contro la mozione di fiducia al Governo Conte II, venendo duramente contestato e scatenando bagarre in aula tra i suoi ormai ex compagni di partito per questa decisione. Nella dichiarazione di voto si complimenta con Giuseppe Conte per aver collocato il loro capo politico agli esteri "Così sarà il mondo intero - dice - a conoscere il più grande bluff della storia politica italiana: il Movimento 5 Stelle".
L'8 ottobre viene annunciato in aula il suo passaggio a Fratelli d'Italia, venendo duramente contestato dagli ex colleghi di partito.
Dal 10 giugno 2020 è Delegato d'Aula di Fratelli d'Italia alla Camera dei Deputati.